# 契苾哥楞
易勿真莫賀可汗（?—?），名契苾哥楞，亦称哥论，又译作契苾哥论、契苾歌楞，吐鲁番出土文书写作鸡弊零，是7世纪铁勒族契苾部的首领。
契苾哥楞原为俟利发俟斤，率部游牧于天山内外。当时，契苾部是铁勒族的一部分。铁勒分15个部族，臣服于西突厥。曾乘突厥内乱，与其余铁勒部落攻杀西突厥泥利可汗。泥利之子阿史那达曼继位为泥厥处罗可汗，重新征服铁勒各部，加以虐待。阿史那达曼对铁勒收以重税，导致了铁勒各部的不满。阿史那达曼从而怀疑铁勒的首领们，一次，聚集了100多个铁勒的首领，杀了他们，一说活埋铁勒首领600多人。605年，铁勒各部群起反抗，共推契苾哥楞为易勿真莫賀可汗（易勿施莫贺可汗），反叛西突厥。立牙帐于贪汗山（今乌鲁木齐东部的博格达山），建立了铁勒汗国。薛延陀部的首领乙失缽响应，立牙帐于燕末山（今额敏县东山），自称也咥可汗，为小可汗，作为哥楞的下属。铁勒汗国与隋朝亲善，史称契苾哥楞勇毅绝伦，甚得众心，焉耆国、高昌国、伊吾国诸国皆服属。大业四年（608年），曾为隋朝出兵南征吐谷浑，大败其可汗伏允。之后，西突厥新可汗射匮可汗重新统治铁勒，东征铁勒国，契苾歌楞不敌，易勿真莫賀可汗和也咥可汗放弃了汗号，再次臣属于西突厥。不久，契苾哥楞病死，其子契苾葛继位。契苾哥楞的孙子契苾何力成为唐太宗手下的名将。